# 아메리칸 리그 챔피언십 시리즈
아메리칸 리그 챔피언십 시리즈(American League Championship Series)는 메이저 리그 베이스볼 아메리칸 리그의 정규 우승팀을 결정하기 위한 시리즈를 말하는데, 이 시리즈의 승자는 월드시리즈에 진출해 내셔널 리그 챔피언십 시리즈(NLCS)의 승자와 월드시리즈 우승을 다투게 된다.
NLCS와 공통되는 부분은 리그 챔피언십 시리즈 (메이저 리그 베이스볼)를 참조한다.

## 역대 ALCS 결과
| 1969 | 볼티모어 오리올스             | 미네소타 트윈스               | 3-0                           |                               |                               |                               |
| 1970 | 볼티모어 오리올스             | 미네소타 트윈스               | 3-0                           |                               |                               |                               |
| 1971 | 볼티모어 오리올스             | 오클랜드 애슬레틱스           | 3-0                           |                               |                               |                               |
| 1972 | 오클랜드 애슬레틱스           | 디트로이트 타이거스           | 3-2                           |                               |                               |                               |
| 1973 | 오클랜드 애슬레틱스           | 볼티모어 오리올스             | 3-2                           |                               |                               |                               |
| 1974 | 오클랜드 애슬레틱스           | 볼티모어 오리올스             | 3-1                           |                               |                               |                               |
| 1975 | 보스턴 레드삭스               | 오클랜드 애슬레틱스           | 3-0                           |                               |                               |                               |
| 1976 | 뉴욕 양키스                   | 캔자스시티 로열스             | 3-2                           |                               |                               |                               |
| 1977 | 뉴욕 양키스                   | 캔자스시티 로열스             | 3-2                           |                               |                               |                               |
| 1978 | 뉴욕 양키스                   | 캔자스시티 로열스             | 3-1                           |                               |                               |                               |
| 1979 | 볼티모어 오리올스             | 로스앤젤레스 에인절스         | 3-1                           |                               |                               |                               |
| 1980 | 캔자스시티 로열스             | 뉴욕 양키스                   | 3-0                           | 프랭크 화이트, 캔자스시티     |                               |                               |
| 1981 | 뉴욕 양키스                   | 오클랜드 애슬레틱스           | 3-0                           | 그렉 네틀스, 뉴욕             |                               |                               |
| 1982 | 밀워키 브루어스               | 캘리포니아 에인절스           | 3-2                           | 프레드 린, 캘리포니아         |                               |                               |
| 1983 | 볼티모어 오리올스             | 시카고 화이트삭스             | 3-1                           | 마이크 보디커, 볼티모어       |                               |                               |
| 1984 | 디트로이트 타이거스           | 캔자스시티 로열스             | 3-0                           | 커크 깁슨, 디트로이트         |                               |                               |
| 1985 | 캔자스시티 로열스             | 토론토 블루제이스             | 4-3                           | 조지 브렛, 캔자스시티         |                               |                               |
| 1986 | 보스턴 레드삭스               | 캘리포니아 에인절스           | 4-3                           | 마티 브레트, 보스턴           |                               |                               |
| 1987 | 미네소타 트윈스               | 디트로이트 타이거스           | 4-1                           | 게리 가이에티, 미네소타       |                               |                               |
| 1988 | 오클랜드 애슬레틱스           | 보스턴 레드삭스               | 4-0                           | 데니스 에커슬리, 오클랜드     |                               |                               |
| 1989 | 오클랜드 애슬레틱스           | 토론토 블루제이스             | 4-1                           | 리키 헨더슨, 오클랜드         |                               |                               |
| 1990 | 오클랜드 애슬레틱스           | 보스턴 레드삭스               | 4-0                           | 데이브 스튜어트, 오클랜드     |                               |                               |
| 1991 | 미네소타 트윈스               | 토론토 블루제이스             | 4-1                           | 커비 퍼켓, 미네소타           |                               |                               |
| 1992 | 토론토 블루제이스             | 오클랜드 애슬레틱스           | 4-2                           | 로베르토 알로마, 토론토       |                               |                               |
| 1993 | 토론토 블루제이스             | 시카고 화이트삭스             | 4-2                           | 데이브 스튜어트, 토론토       |                               |                               |
| 1994 | 선수노조 파업으로 열리지 않음 | 선수노조 파업으로 열리지 않음 | 선수노조 파업으로 열리지 않음 | 선수노조 파업으로 열리지 않음 | 선수노조 파업으로 열리지 않음 | 선수노조 파업으로 열리지 않음 |
| 1995 | 클리블랜드 인디언스           | 시애틀 매리너스               | 4-2                           | 오렐 허샤이저, 클리블랜드     |                               |                               |
| 1996 | 뉴욕 양키스                   | 볼티모어 오리올스†            | 4-1                           | 버니 윌리엄스, 뉴욕           |                               |                               |
| 1997 | 클리블랜드 인디언스           | 볼티모어 오리올스             | 4-2                           | 마퀴스 그리솜, 클리블랜드     |                               |                               |
| 1998 | 뉴욕 양키스                   | 클리블랜드 인디언스           | 4-2                           | 데이비드 웰스, 뉴욕           |                               |                               |
| 1999 | 뉴욕 양키스                   | 보스턴 레드삭스†              | 4-1                           | 올랜도 에르난데스, 뉴욕       |                               |                               |
| 2000 | 뉴욕 양키스                   | 시애틀 매리너스†              | 4-2                           | 데이빗 저스티스, 뉴욕         |                               |                               |
| 2001 | 뉴욕 양키스                   | 시애틀 매리너스               | 4-1                           | 앤디 페티트, 뉴욕             |                               |                               |
| 2002 | 로스앤젤레스 에인절스†        | 미네소타 트윈스               | 4-1                           | 애덤 케네디, 애너하임         |                               |                               |
| 2003 | 뉴욕 양키스                   | 보스턴 레드삭스†              | 4-3                           | 마리아노 리베라, 뉴욕         |                               |                               |
| 2004 | 보스턴 레드삭스†              | 뉴욕 양키스                   | 4-3                           | 데이비드 오티즈, 보스턴       |                               |                               |
| 2005 | 시카고 화이트삭스             | 로스앤젤레스 에인절스         | 4-1                           | 폴 코너코, 시카고             |                               |                               |
| 2006 | 디트로이트 타이거스†          | 오클랜드 애슬레틱스           | 4-0                           | 플라시도 폴랑코, 디트로이트   |                               |                               |
| 2007 | 보스턴 레드삭스               | 클리블랜드 인디언스           | 4-3                           | 조시 베켓, 보스턴             |                               |                               |
| 2008 | 탬파베이 레이스               | 보스턴 레드삭스†              | 4-3                           | 맷 가자, 템파베이             |                               |                               |
| 2009 | 뉴욕 양키스                   | 로스앤젤레스 에인절스         | 4-2                           | CC 사바시아, 뉴욕             |                               |                               |
| 2010 | 텍사스 레인저스               | 뉴욕 양키스†                  | 4-2                           | 조시 해밀턴, 텍사스           |                               |                               |
| 2011 | 텍사스 레인저스               | 디트로이트 타이거스           | 4-2                           | 넬손 크루스, 텍사스           |                               |                               |
| 2012 | 디트로이트 타이거스           | 뉴욕 양키스                   | 4-0                           | 델몬 영, 디트로이트           |                               |                               |
| 2013 | 보스턴 레드삭스               | 디트로이트 타이거스           | 4-2                           | 우에하라 고지, 보스턴         |                               |                               |
| 2014 | 캔자스시티 로열스†            | 볼티모어 오리올스             | 4-0                           | 로렌조 케인, 캔자스시티       |                               |                               |
| 2015 | 캔자스시티 로열스             | 토론토 블루제이스             | 4-2                           | 알시데스 에스코바, 캔자스시티 |                               |                               |
| 2016 | 클리블랜드 인디언스           | 토론토 블루제이스†            | 4-1                           | 앤드루 밀러, 클리블랜드       |                               |                               |
| 2017 | 휴스턴 애스트로스             | 뉴욕 양키스†                  | 4-3                           | 저스틴 벌랜더, 휴스턴         |                               |                               |
| 2018 | 보스턴 레드삭스               | 휴스턴 애스트로스             | 4-1                           | 재키 브래들리 주니어, 보스턴  |                               |                               |
| 2019 | 휴스턴 애스트로스             | 뉴욕 양키스                   | 4-2                           | 호세 알투베, 휴스턴           |                               |                               |
| 2020 | 탬파베이 레이스               | 휴스턴 애스트로스             | 4-3                           | 랜디 아로자레나, 템파베이     |                               |                               |
| 2021 | 휴스턴 애스트로스             | 보스턴 레드삭스†              | 4-2                           | 요르단 알바레즈, 휴스턴       |                               |                               |
| 2022 | 휴스턴 애스트로스             | 뉴욕 양키스                   | 4-0                           | 제레미 페냐, 휴스턴           |                               |                               |
| 2023 | 텍사스 레인저스               | 휴스턴 애스트로스             | 4-3                           | 아돌리스 가르시아, 텍사스     |                               |                               |

†1995년부터 와일드카드 진출 팀을 뜻한다

## 우승 횟수
| 팀                  | 우승 횟수 |
| ------------------- | --------- |
| 뉴욕 양키스         | 11        |
| 오클랜드 애슬레틱스 | 6         |
| 보스턴 레드삭스     | 6         |
| 볼티모어 오리올스   | 5         |
| 캔자스시티 로열스   | 4         |
| 휴스턴 애스트로스   | 4         |
| 디트로이트 타이거스 | 3         |
| 클리블랜드 가디언즈 | 3         |
| 텍사스 레인저스     | 3         |
| 토론토 블루제이스   | 2         |
| 미네소타 트윈스     | 2         |
| 탬파베이 레이스     | 2         |
| 애너하임 에인절스   | 1         |
| 밀워키 브루어스     | 1         |
| 시카고 화이트삭스   | 1         |

## 같이 보기
- 아메리칸 리그 디비전 시리즈
- 내셔널 리그 챔피언십 시리즈